# Maculinea tainaronobscura
Maculinea tainaronobscura är en fjärilsart som beskrevs av Beuret 1964. Maculinea tainaronobscura ingår i släktet Maculinea och familjen juvelvingar. Inga underarter finns listade i Catalogue of Life.